# Финляндско-южноафриканские отношения
Финляндско-южноафриканские отношения — двусторонние дипломатические отношения между Финляндией и ЮАР. Дипломатические отношения были установлены 15 мая 1949 года. Южноафриканская дипломатическая миссия была основана в 1967 году и отношения были затем перешли на уровень послов в марте 1991 года. Финляндия имеет посольство в Претории, генеральное консульство в Йоханнесбурге и консульство в Кейптауне. ЮАР имеет посольство в Хельсинки.

## Соглашение
В 2008 году Южная Африка и Финляндия подписали соглашение о сотрудничестве по поддержке бионаучных проектов в Сообществе развития Южной Африки.

## Вторая мировая война
Во время Второй мировой войны ЮАР объявила войну Финляндии.

## Апартеид
Финляндия была решительным сторонником ликвидации апартеида в Южной Африке.

## Торговля
Южная Африка экспортирует в Финляндию свежие и сушёные фрукты, вино, целлюлозу, бумагу, железо, сталь и уголь. Финляндия экспортирует телекоммуникационное оборудование, бумагу, картон, изделия и оборудование из Финляндии.